# Inazuma Eleven 2
Inazuma Eleven 2, conosciuto in Giappone come Inazuma Eleven 2 - Kyōi no shinryakusha (イナズマイレブン2 脅威の侵略者?, Inazuma Irebun Tsū - Kyōi no shinryakusha, letteralmente "Inazuma Eleven 2 - I minacciosi invasori") è un videogioco di calcio RPG per Nintendo DS, seguito del primo Inazuma Eleven. È uscito il 1º ottobre 2009 in Giappone, mentre in Europa è stato pubblicato il 16 marzo 2012. Ci sono due versioni del gioco, Tempesta di fuoco (in Giappone Fire (ファイア?, Faia)) e Bufera di neve (in Giappone Blizzard (ブリザード?, Burizādo)), con alcune differenze all'interno del gioco.
Dal videogioco è stata tratta la seconda saga del manga e anime Inazuma Eleven. Per l'anime si tratta degli episodi dal 27 al 67.

## Trama
Il protagonista, Mark Evans (nome originale Mamoru Endō), è un abile portiere che gioca per la squadra di calcio della sua scuola media, la Raimon Junior High School, vincitrice dell'ultimo Football Frontier.Una settimama  dopo la finale di quest'ultimo, la squadra torna a scuola ma scopre che è stata distrutta dalla Gemini Storm (ジェミニ・ストーム?, Jemini Sutōmu), una squadra di alieni della Alius Academy (エイリア学園?, Eiria Gakuen), una misteriosa organizzazione che allena i propri giocatori ad usare il calcio come strumento per distruggere le scuole.
La Gemini Storm, capitanata da Janus, invita la Raimon a giocare una partita a calcio per vedere chi è il più forte, e la Raimon perde. Mark e la sua squadra cominciano così il loro viaggio attraverso il Giappone per reclutare nuovi giocatori che aiuteranno la Raimon a sconfiggere l'Alius Academy, spostandosi con l'aiuto dell'ultimo dono della Raimon Junior High School, un furgone chiamato Autobus Inazuma (Inazuma Caravan, イナズマキャラバン?, Inazuma Kyaraban).
Si spostano in una nuova città di nome Nara. Lì, nel furgone, scoprono che il primo ministro è stato rapito da dei tipi misteriosi, e mentre lo cercano trovano una squadra di agenti segreti, con capitano una ragazza, Victoria, che li sfida ad una partita di calcio, in cui vincono. Poco dopo la Raimon, con Victoria tra le file, sfida per la seconda volta la Gemini Storm subendo una seconda pesante sconfitta. Dopo la partita Lina caccia Axel dalla squadra. Questa cosa causa problemi nella squadra. Alla fine ritrovano il primo ministro dentro al parlamento; in seguito partono verso Hokkaido in cerca di un giocatore di nome Shawn Froste, che li aiuterà a battere la Alius Academy. Al termine della partita con la Gemini Storm scoprono l'esistenza di una seconda squadra dell'Alius Academy, la Epsilon (イプシロン?, Ipushiron). Sempre a Hokkaido, da un'altra parte, Ray Dark viene liberato e ora il suo obiettivo è creare l'Absolute Royal Academy.
Dopo il reclutamento di Shawn, la Raimon va a Kyoto per cercare aiuto dai membri della Cloister Divinity School, ma senza successo. Tra le sue file c'è Scott Banyan, un ragazzino che ha problemi di fiducia dopo che da bambino è stato abbandonato dalla madre. Quest'ultimo si unirà alla Raimon contro la Epsilon dopo che quest'ultima ha battuto la Cloister. Dopo la partita il gruppo riparte verso la prossima meta, Heime, dopo che Jude viene a sapere del ritorno di Ray Dark.
La Raimon dopo essere arrivata al porto della città, e dopo aver ricevuto utili informazioni tipo dell'utilizzo di una pietra viola, deve vedersela contro l'Absolute Royal Academy che ha come capitano Caleb Stonewall e che ha David Samford e Joe King tra le sue file. Questi due non si faranno problemi ad usare delle tecniche proibite e dopo la partita i due finiscono all'ospedale, ma non è finita qui. Kevin Dragonfly ha subito un grave infortunio ed è costretto ad abbandonare la squadra, mentre il campo dove le due squadre hanno giocato esplode e Ray Dark scompare nel nulla, facendo credere ai presenti che sia morto).
Dopo questi eventi la Raimon, dopo essere arrivata a Osaka e ad aver accolto tra le sue file una ragazza, innamorata di Erik Eagle, di nome Suzette Hartland, scopre un centro d'allenamento che usano le squadre dell'Alius Academy. Durante gli allenamenti, la squadra sfida per la seconda volta l'Epsilon. Dopo la partita Tod viene infortunato e lascia la squadra.
La prossima meta del gruppo è Fukaoka. Il motivo è che nella scuola Fauxshore è presente un amico di David Evans e che possiede un altro quaderno con gli appunti di quest'ultimo. Arrivati all'istituto il gruppo fa la conoscenza del portiere della scuola, e idolo di Mark Evans, Darren Lachance, che è in grado di replicare la Mano di Luce. Quest'ultimo, Mark e la Raimon si eserciteranno per imparare nuove tecniche per sconfiggere l'Alius. Qualche giorno dopo arriva un'altra squadra avversaria, la Genesis, capitanata da Xene (alias Xavier Foster), un ragazzo che Mark aveva incontrato a Hokkaido tempo fa. La squadra aliena sconfigge sia la Fauxshore che la Raimon, anche Nathan abbandona la squadra e Lina racconta ai membri della Raimon il passato di Shawn. Quest'ultimo infatti aveva un fratello di nome Aiden che è morto, insieme ai suoi genitori, in una valanga. Shawn infatti soffre di un disturbo della personalità. Prima di partire, Darren si unisce alla squadra e afferma di aver sentito parlare di uno che si chiama "Il bomber di fuoco" e che potrebbe essere Axel. Il gruppo parte verso Okinawa.
Arrivati, i membri della Raimon fanno la conoscenza di Hurley Kane, un giocatore e surfista che all'inizio non aveva interessi per il calcio ma più avanti diventerà il capitano della Mary Times Memorial e diventerà un membro della Raimon. Poco dopo la Raimon se la deve vedere con la Epsilon ma questa volta si fa chiamare "Epsilon Plus".
Alla fine del gioco la nuova squadra, che ha battuto tutte le varie squadre della Alius Academy, sfida i suoi vecchi membri e qualche altro giocatore.

## Personaggi
Nelle versioni europee i nomi dei personaggi sono stati modificati rispetto all'originale.

## Differenze tra versioni
Inazuma Eleven 2 è uscito in due versioni differenti, Tempesta di Fuoco e Bufera di Neve. La trama principale è identica (non bisogna pensare che la versione Tempesta di Fuoco sia incentrata su Axel e la versione Bufera di Neve su Shawn, nonostante questi appaiano nelle copertine delle due versioni), a parte piccole differenze speculari. La principale riguarda una squadra dell'Alius Academy sfidabile dopo la fine del gioco: la Prominence in Tempesta di Fuoco e la Diamond Dust in "Bufera di Neve" . Le principali differenze sono qui riepilogate:
|                                        | Bufera di Neve                                                         | Tempesta di Fuoco                                                      |
| -------------------------------------- | ---------------------------------------------------------------------- | ---------------------------------------------------------------------- |
| Squadre esclusive                      | Diamond Dust Team Syon                                                 | Prominence Team Canon                                                  |
| Sigle di apertura                      | Tsunagariyo Tutti per uno (ver. europea)                               | Sugee Maji de Kansha! Tutti per uno (ver. europea)                     |
| Giocatori reclutabili                  | Syon Blaze Silvia Woods Membri della Diamond Dust Membri del Team Syon | Canon Evans Nelly Raimon Membri della Prominence Membri del Team Canon |
| Aumento livello                        | Shawn (sale di livello velocemente)                                    | Axel (sale di livello velocemente)                                     |
| Manager che prova a dichiararsi a Mark | Silvia                                                                 | Nelly                                                                  |

## Novità di gioco
Inazuma Eleven 2 introduce molte novità tra cui le seguenti:
- Si possono esplorare le città più famose del Giappone.
- Nuovi personaggi e nuove tecniche.
- È introdotta l'evoluzione delle tecniche che ne aumenta la potenza, ovvero l'incremento di livello contrassegnato dai simboli E1/E2 oppure L2/L3/L4/L5.
- È introdotto il tiro da lunga distanza (lettera T vicino al nome della tecnica di tiro), utilizzabile in partita tramite la T azzurra sullo schermo.
- Chi non è portiere può bloccare o respingere dei tiri (lettera B vicino al nome della tecnica) purché si trovi sulla traiettoria.
- Il gioco è disponibile in due versioni.

## Sigle

### Sigle originali della versioneTempesta di fuoco
Apertura: Sugee maji de kansha! Super Fire (スゲーッマジで感謝!〜スーパーファイア〜?, Sugēmmaji de kansha! ~Sūpā Faia~) dei T-Pistonz+KMC.

Chiusura: Ryūsei boy (流星ボーイ?, Ryūsei bōi) delle Berryz Kobo.

### Sigle originali della versioneBufera di neve
Apertura: Tsunagariiyo (つながリーヨ?) dei T-Pistonz+KMC<.br />
Chiusura: Aitsu wa taiyō boy (あいつは太陽ボーイ!?, Aitsu wa taiyō bōi) di Nami Miyahara.

### Sigla italiana
Per entrambe le versioni la sigla italiana è Passa, tiro, gol, che è la versione italiana di Tsunagariiyo cantata da Lorenzo Campani.